# Opération Pélican
L'opération Pélican est une opération militaire française d'évacuation de ressortissants effectuée en mai et en juin 1997 en République du Congo (Congo Brazzaville). Elle concerne d'abord des ressortissants de Kinshasa (au Zaïre voisin) à la fin de la première guerre du Congo, puis de Brazzaville (en République du Congo) au début de la guerre civile du Congo-Brazzaville.

## Pélican 1
En mars 1997, en pleine première guerre du Congo, alors que les forces rebelles, opposées au maréchal Mobutu avancent à l'intérieur du Zaïre, la France décide d'envoyer des troupes et du matériel à Brazzaville au cas où il faudrait évacuer les ressortissants français et étrangers de Kinshasa. C'est l'opération Pélican 1.
Des C-160 Transall et des C-130 Hercules de la force aérienne de projection sont déployés en République du Congo et un poste de commandement de crise est installé près de la piste de l'aéroport Maya-Maya de Brazzaville qui est tenu par un détachement des forces spéciales notamment quelques hommes du commando de Montfort, du commando Hubert et le 8e RPIMa.
Le 13 mai, l’état-major tactique (EMT) du 2e REP, aux ordres du colonel Benoît Puga, chef de corps, est mis en place à Brazzaville, pour relever le 8e RPIMa dans sa mission d’éventuelle évacuation de ressortissants de Kinshasa. Alors que les forces de l’alliance de Laurent Désiré Kabila arrivent aux portes de la capitale zaïroise, la 1re compagnie, commandée par le capitaine Trotignon, puis la compagnie d'éclairage et d'appuis (CEA), commandée par le capitaine Schiffer, venant d’être pré positionnées au Gabon, quittent Libreville pour rejoindre le camp de l'ORSTOM à Brazzaville, les 16 et 17 mai. 
À Calvi, le reste du régiment est mis en alerte. Le 16 mai, le dispositif « Pélican », ainsi que les forces alliées, américaines, britanniques, belges et portugaises, sont mises en place pour une évacuation coordonnée de leurs ressortissants respectifs, de Kinshasa vers Brazzaville, par le fleuve Congo. Le 17 mai, la capitale zaïroise tombe aux mains de Laurent Désiré Kabila sans qu’il soit nécessaire de déclencher l’opération d’envergure planifiée. Tandis que les troupes alliées entament leur retrait de la capitale congolaise, les deux compagnies du REP poursuivent les travaux d’aménagement du bivouac, effectuent des exercices de navigation sur le fleuve Congo avec des moyens légers de franchissement (MLF) du 17e régiment de génie parachutiste (17e RGP), et reconnaissent les différents quartiers de Brazzaville. Du 21 mai au 4 juin, un calme relatif est marqué par l’afflux des réfugiés, rwandais pour la plupart, qui, poursuivis par les troupes de Laurent Désiré Kabila, trouvent refuge dans le nord du Congo, fuyant ainsi les massacres perpétrés par les forces de l’alliance. 
L’opération « Pélican » reçoit alors pour mission de soutenir, dans le domaine logistique, les organisations humanitaires dépêchées sur place. Ce soutien se traduit essentiellement par l’acheminement en C-160 Transall de fret humanitaire à destination des camps de réfugiés du nord du Congo. L'état-major tactique (EMT) du REP y participe en assurant la sécurité des cargos tactiques déployés sur les terrains du nord. Puis, il achemine par véhicules, les réfugiés qui ont descendu le fleuve Congo en barges jusqu’à la capitale congolaise, jusqu’au camp de Bilolo situé à une trentaine de kilomètres au nord de Brazzaville. 
La situation restant calme à Kinshasa, un désengagement des forces est alors envisagé. Les contacts se nouent avec les forces armées congolaises dans le but essentiel de les aider pour la formation de leurs cadres, en mettant notamment sur pied un détachement d’instruction opérationnel, et en tenant compte des enseignements tirés de la première expérience du détachement du régiment lors de l’opération Malebo, de novembre 1996 à février 1997.
La France est engagée à Brazzaville capitale de la République du Congo pour rapatrier 6 000 étrangers, dont près de 1 500 Français.

## Pélican 2
À l’approche des élections présidentielles prévues en juillet et opposant le président sortant Pascal Lissouba à son rival l’ancien président Denis Sassou Nguesso, une flambée de violence éclate dans Brazzaville du 5 au 7 juin. Les milices s’entre-tuent et dévastent pendant 72 heures la capitale du Congo, qui est coupée en deux. Les expatriés sont en danger de mort, menacés par les miliciens ivres et drogués. 
L’intervention est lancée le 8 juin 1997. Libreville, au Gabon, est choisi comme plaque tournante de l'opération. Des renforts aériens sont envoyés de N'Djamena (Tchad), Bangui (Centrafrique) et Orléans (France).
Les 1 250 soldats français, dont les légionnaires du 2e REP, du 2/1er REC, du 2e REI, le commando de Montfort, placés sous les ordres du général Landrin, sont chargés d'évacuer les expatriés.
Le 5 juin matin, le quartier Est de la ville Brazzaville devient le théâtre de violents affrontements entre les forces armées congolaises et les milices « Cobra » de l’ancien président Nguesso. La 4e section de la 1re compagnie, aux ordres du lieutenant Adrien Jaulmes, rejoint alors le centre nautique pour assurer la sécurité des moyens de franchissement positionnés sur les bords du fleuve. Elle y reste dix jours et assure, à partir de cette position, l’extraction de près de 500 ressortissants menacés dans les quartiers est, puis leur évacuation par voie fluviale jusqu’à la résidence de l’ambassadeur de France, située en zone sécurisée. Elle franchit ainsi, à maintes reprises, la ligne de confrontation sous le feu. Au cours de ces deux jours, les milices Cobra et les forces armées congolaises s’affrontent. La sécurité des ressortissants n’est plus assurée. Ces derniers, menacés par les soldats ou miliciens incontrôlés, restent terrés à domicile et sont souvent victimes de pillages, de vols ou de brutalités physiques. 
Le 7 juin, en soirée, des appels angoissés de ressortissants menacés, voire violentés, relayés par le détachement des militaires du 54e régiment de transmissions (54e RT), conduisent le commandement à décider de procéder aux premières extractions afin de mettre les personnes à l’abri. À 19 h, le 2e REP reçoit pour mission, en accord avec les autorités congolaises, d’extraire des Français en difficulté à proximité de la Présidence. Après s’être engagé de nuit, sur l’avenue Schœlcher, en direction du rond-point du centre culturel français, et pris contact avec les différentes milices, la 3e section de la 1re compagnie, commandée par l'adjudant Gast, marque un temps d’arrêt pour prendre contact, comme convenu, avec les autorités militaires de la direction de la sécurité présidentielle (DSP), chargées de la sécurité sur zone, tandis que la section de commandos parachutistes reste en appui. Après avoir obtenu l’accord des autorités congolaises, transmis simultanément au COMFOR Pélican et au chef d’élément, et embarqué deux officiers de liaison congolais de la DSP à son bord, la section reprend sa progression en direction de l’avenue Charles de Gaulle, à environ 1 km de l’objectif. Lorsque les éléments de tête s’engagent sur le rond-point du centre culturel français et que l’éclairage public rend toute méprise impossible, l’ensemble de la colonne est délibérément pris à partie à courte portée par des miliciens congolais, embusqués sur le côté nord-ouest de l’avenue Schœlcher et armés de fusils-mitrailleurs et d’armes automatiques, et solidement retranchés durant la nuit dans leur casernement.
Dans cette action, ainsi qu’au cours de la récupération des blessés, les miliciens déclenchent un feu intense à plusieurs reprises. Un sergent et un légionnaire de la 1re compagnie sont blessés au cours de l’accrochage. Rapidement la section de la 1re compagnie est renforcée par une section de la compagnie d'éclairage et d'appui (CEA) puis par les groupements des commandos parachutistes (GCP) commandés par le capitaine Desmeules. Un officier, deux sous-officiers et trois légionnaires seront ensuite blessés, dont deux grièvement, au cours de l’opération de désengagement de secours avec le poste médical régimentaire, puis de réduction de la résistance par l'élément de la CEA envoyé en renfort. Un caporal transmetteur du GCP est tué au cours de cette embuscade. Deux sergents, trois légionnaires[pas clair] seront évacués le lendemain en direction de la France. 
À l'issue de cette embuscade, dès le 8 juin, le commandement décide de renforcer les forces en présences en mettant en place un pont aérien. La 2e section de la 1re compagnie, commandée par le lieutenant Bourban, est accrochée au cours de la saisie de l'aéroport et des abords de la piste d'atterrissage, permettant la mise en place, en toute sécurité, des C-160. Le 8eRPIMa relève la section de la 1re compagnie et poursuit la sécurisation de la zone. La section de la 1re compagnie récupère les véhicules de l'avant blindé (VAB), mis en place avec le 8eRPIMa et est immédiatement engagée sur le contrôle des axes principaux et mène les premières extractions dans les faubourgs de la ville jusqu'alors livrés aux bandes armées. Les combats dans Brazzaville et l’extraction, puis l'évacuation, des ressortissants ont lieu du 8 au 15 juin 1997. Le 2e REP assure dorénavant le contrôle des axes vitaux menant à l’aéroport, et poursuit les extractions, sous les tirs directs des factions rivales congolaises. À l’est de la ville, en zone Cobra, la 4e section de la 1re compagnie, isolée pendant plusieurs jours sur la ligne de contact sans ravitaillement ni soutien, exposée aux tirs permanents des deux parties, mène plus de cinq cents extractions de ressortissants. Dans des conditions délicates, au plus près des combats, elle assure la sécurité des expatriés et leur maintien en condition, avant leur évacuation par le fleuve Congo avec les moyens légers de franchissement. 
Dans le centre-ville, pillé par les forces armées congolaises ou les milices Cobra, les légionnaires parachutistes vont sillonner les quartiers de la cathédrale, de l’hôtel Méridien, de l’ambassade de France, de Poto-Poto et franchir à de nombreuses reprises la ligne de confrontation pour extraire les  ressortissants terrés à domicile et terrorisés, et évacuer le personnel diplomatique des ambassades de Russie et des États-Unis. 
Au camp de l’ORSTOM, la CCS organise, avec la section de commandement de la 1re compagnie, l’accueil, le contrôle et l’enregistrement de l’état civil, l’hébergement et l’alimentation de près de 3 000 ressortissants pendant cinq jours, avant de les acheminer vers l’aéroport. Le 15 au soir, lorsque l’opération est terminée, le régiment aura extrait plus de 2 500 ressortissants et en aura évacué plus de 3 600 sur l’aéroport. 
Après le départ des derniers avions de ressortissants, le désengagement de la force « Pélican » débute le 16 juin par le retrait de l’EMT du 8e RPIMa contrôlant la zone ouest de l’aéroport, puis par celui du 1er REC de l’opération Épervier, contrôlant l’aéroport et sa zone est. Le 19 juin matin, le général Landrin, commandant l’opération, quitte Brazzaville avec son état-major. Le colonel Puga prend le commandement de la phase finale de désengagement durant 36 h. Jusqu’au dernier jour, les légionnaires parachutistes patrouillant en ville et gardant l’ascendant sur les belligérants, tiennent les axes principaux et l’aéroport en liaison avec le 2/1er REC et du commandement des opérations spéciales. Ils assurent ainsi la sécurité du poser des cargos tactiques. Des ressortissants français continuent d’être évacués par les vols qui ramènent les troupes sur Libreville. 
Une centaine de véhicules appartenant aux expatriés sont acheminés par la 1re compagnie et les conducteurs du REC à la « Case De Gaulle » (résidence de l’ambassadeur) pour éviter tout pillage sur l’aéroport après le retrait des forces. Enfin, de nombreux matériels et équipements sont apportés aux 31 gendarmes envoyés de France, afin de leur permettre d’être très autonomes dans leur mission de protection de l’ambassadeur. 
Le 20 juin à 16 h, les deux derniers avions de transport tactique décollent avec les commandos marine. 
En une semaine, les militaires français ont extrait 6 000 expatriés menacés par les miliciens. Les forces aériennes ont effectué 209 missions durant l'opération Pelican dont 41 pour l'évacuation des civils. En tout 8 Transall, 5 C-130 et 2 DC-8 appartenant à l'escadron de transport 1/61 Touraine, 2/61 Franche-Comté, 1/64 Béarn, 2/64 Anjou et 3/60 Esterel, ont participé à l'opération.
Par décision du 15 février 2000, la médaille d’outre-mer avec agrafe « République du Congo » peut être délivrée aux personnels ayant participé à cette opération.

## Voir également
- Opération Antilope évacuation de ressortissants étrangers du Congo-Brazzaville entre 13 octobre au 6 novembre 1997
- Opération Malachite évacuation des ressortissants français de Kinshasa du 11 août au 22 octobre 1998
- Opération Okoumé 21 janvier 1999 au 23 juin 2000